# Salignac-de-Mirambeau
Salignac-de-Mirambeau település Franciaországban, Charente-Maritime megyében. Lakosainak száma 164 fő (2022. január 1.). Salignac-de-Mirambeau Agudelle, Allas-Bocage, Courpignac, Rouffignac, Soubran és Villexavier községekkel határos.

## Népesség
A település népessége az elmúlt években az alábbi módon változott:
| Lakosok száma | 223  | 179  | 179  | 150  | 163  | 164  | 164  | 165  | 167  | 164  |
|               | 1968 | 1982 | 1990 | 2006 | 2013 | 2015 | 2017 | 2019 | 2020 | 2022 |